# Landen Lucas
Landen Allen Lucas (* 3. Oktober 1993 in Portland, Oregon) ist ein US-amerikanischer Basketballspieler. Er spielt für APOEL BC in Zypern und tritt seit 2018 auch als Pokerspieler in Erscheinung.

## Persönliches
Lucas wuchs mit zwei Brüdern in Japan auf, wo sein Vater als Basketballprofi aktiv war. Er ist mit der Pokerspielerin Kelly Minkin liiert. Die beiden wurden im Januar 2021 Eltern eines Sohnes.

## Basketball
Lucas spielte für die Sunset High School in seiner Heimatstadt Portland und die Findlay Prep in Henderson, ehe er an die Westview High School nach Portland zurückkehrte. Für sein Heimatland nahm er an der Sommer-Universiade 2015 in Südkorea teil und gewann die Goldmedaille.
Er spielte College-Basketball für die University of Kansas in Lawrence, an der er Wirtschaftswissenschaften studierte und im Mai 2016 mit dem Bachelor abschloss. Beim NBA-Draft 2017 am 22. Juni 2017 wurde er nicht gedraftet und spielte anschließend für die Boston Celtics in der NBA Summer League. Einen Monat später wechselte er zu Alvark Tokyo nach Japan. Im September 2018 unterschrieb er einen Probevertrag beim estnischen Verein BC Kalev, der ihn ab November 2018 jedoch nicht weiter beschäftigte. Nachdem im Januar 2019 ein Wechsel zu den Antwerp Giants in Belgien am Medizincheck gescheitert war, nahm der Amerikaner eine Auszeit vom Profisport. Seit September 2020 steht er bei APOEL BC in Zypern unter Vertrag.

## Poker
Lucas erzielte Ende Juni 2018 seine erste Geldplatzierung bei einem Live-Turnier. Dafür belegte er beim in der Variante No Limit Hold’em gespielten Monster Stack der World Series of Poker (WSOP) im Rio All-Suite Hotel and Casino am Las Vegas Strip den 747. Platz von 6260 Spielern. Bei der WSOP 2019 gelangte er erneut bei einem Event auf die bezahlten Plätze. Anfang September 2019 wurde er beim WPTDeepstacks in San Diego Zweiter und erhielt knapp 40.000 US-Dollar. Wenige Tage später erreichte er beim Main Event des WSOP-Circuits im kalifornischen Lincoln den Finaltisch und beendete das Turnier auf dem mit rund 15.000 US-Dollar dotierten achten Rang. Im Januar 2020 spielte der Amerikaner bei der Aussie Millions Poker Championship in Melbourne und erzielte drei Geldplatzierungen. Das Main Event der World Poker Tour im Venetian Resort Hotel am Las Vegas Strip beendete er Anfang Juli 2021 auf dem 16. Platz, für den er knapp 50.000 US-Dollar erhielt.
Insgesamt hat sich Lucas mit Poker bei Live-Turnieren mehr als 300.000 US-Dollar erspielt.